# Gryllopsis insularis
Gryllopsis insularis är en insektsart som först beskrevs av Holdhaus 1909.  Gryllopsis insularis ingår i släktet Gryllopsis och familjen syrsor. Inga underarter finns listade i Catalogue of Life.